# 切瓦舒德肯皮耶鄉

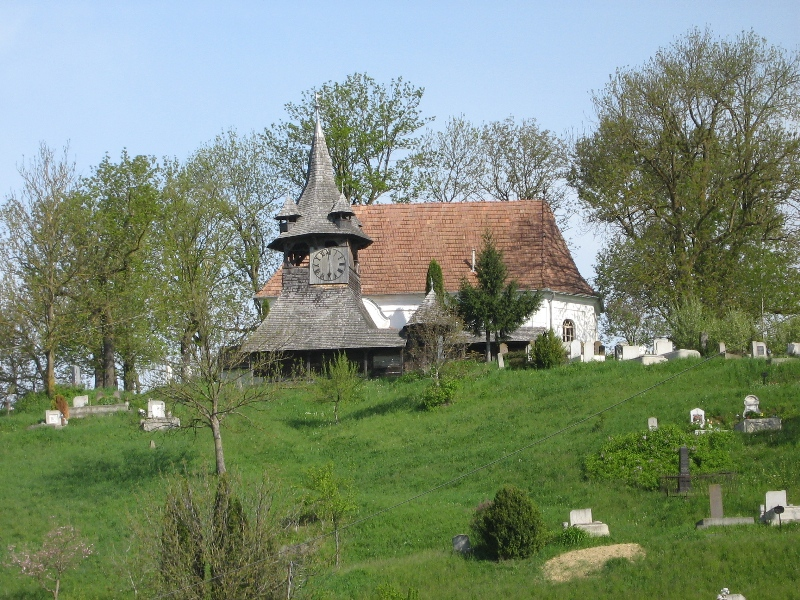

46°29′0″N 24°38′0″E / 46.48333°N 24.63333°E
切瓦舒德肯皮耶鄉（羅馬尼亞語：Comuna Ceuașu de Câmpie, Mureș），是羅馬尼亞的鄉份，位於該國中部，由穆列什縣負責管轄，面積83平方公里，海拔高度390米，2007年人口5,651，人口密度每平方公里68人。